# Mercedes Paz
Mercedes María Paz (San Miguel de Tucumán, Argentina, 27 de junio de 1966) es una extenista profesional argentina. Obtuvo la medalla de oro en los Juegos Panamericanos de Mar del Plata en 1995.

## Biografía
Fue la primera campeona argentina del circuito de la WTA, cuando en la cancha principal del Centro Paulista de Tenis, y con tan solo 18 años, derrotó a la peruana Laura Arraya en 1985. Esa misma semana había vencido previamente a la suiza Lilian Kelaidis y también a Gabriela Sabatini.
A lo largo de su carrera ganó tres torneos en categoría individual, alcanzando su mejor posición en la clasificación de la WTA el 29 de abril de 1991, cuando llegó al puesto 28. Llegó hasta los octavos de final en el Torneo de Roland Garros en 1986 y en 1990.
Fue compañera y es amiga de Gabriela Sabatini, con la que usualmente jugaba los campeonatos, Sabatini es madrina de su hijo.
Actualmente es dueña de las franquicias Mcdonald's en Tucumán.

## Carrera

### Finales individuales
|         | Fecha                  | Torneo                        | Superficie        | Rival           | Resultado     |
| Ganado  | 18 de marzo de 1985    | São Paulo                     | Polvo de ladrillo | Laura Arraya    | 5–7, 6–1, 6–4 |
| Perdido | 20 de octubre de 1986  | WTA Singapore Open (Singapur) | Cemento           | Gigi Fernández  | 6–4, 2–6, 6–4 |
| Perdido | 10 de octubre de 1988  | Puerto Rico Open (San Juan)   | Cemento           | Anne Minter     | 2–6, 6–4, 6–3 |
| Ganado  | 7 de noviembre de 1988 | Rainha Cup (Guarujá)          | Cemento           | Rene Simpson    | 7–5, 6–2      |
| Perdido | 17 de julio de 1989    | Belgian Open (Bruselas)       | Cemento           | Radka Zrubáková | 7–6(6), 6–4   |
| Ganado  | 21 de mayo de 1990     | Strasbourg                    | Polvo de ladrillo | Ann Grossman    | 6–2, 6–3      |

### Títulos en dobles
| Nº. | Fecha                   | Torneo                                         | Superficie        | Compañera               | Rivales en la final                     | Resultado         |
| 1.  | 1º de octubre de 1984   | Borden Classic, Tokio                          | Cemento           | Ronni Reis              | Emilse Raponi Adriana Villagran         | 6–4, 7–5          |
| 2.  | 18 de marzo de 1985     | Brasil Open, São Paulo                         | Polvo de ladrillo | Gabriela Sabatini       | Csilla Bartos Neige Dias                | 7–5, 6–4          |
| 3.  | 19 de agosto de 1985    | Virginia Slims of Central New York, Monticello | Cemento           | Gabriela Sabatini       | Kateřina Böhmová Andrea Holíková        | 5–7, 6–4, 6–3     |
| 4.  | 10 de noviembre de 1986 | Puerto Rico Open, San Juan                     | Cemento           | Lori McNeil             | Gigi Fernández Robin White              | 6–2, 3–6, 6–4     |
| 5.  | 1º de diciembre de 1986 | WTA Argentine Open, Buenos Aires               | Polvo de ladrillo | Lori McNeil             | Manon Bollegraf Nicole Muns-Jagerman    | 6–1, 2–6, 6–1     |
| 6.  | 6 de abril de 1987      | Family Circle Cup, Hilton Head                 | Polvo de ladrillo | Eva Pfaff               | Zina Garrison Lori McNeil               | 7–6(6), 7–5       |
| 7.  | 30 de noviembre de 1987 | WTA Argentine Open, Buenos Aires               | Polvo de ladrillo | Gabriela Sabatini       | Jill Hetherington Christiane Jolissaint | 6–2, 6–2          |
| 8.  | 4 de julio de 1988      | Torneo de Båstad, Båstad                       | Polvo de ladrillo | Sandra Cecchini         | Linda Ferrando Silvia La Fratta         | 6–0, 6–2          |
| 9.  | 11 de julio de 1988     | Belgian Open, Bruselas                         | Polvo de ladrillo | Tine Scheuer-Larsen     | Katerina Maleeva Raffaella Reggi        | 7–6(3), 6–1       |
| 10. | 7 de noviembre de 1988  | Brasil Open, Guarujá                           | Cemento           | Bettina Fulco           | Carin Bakkum Simone Schilder            | 6–3, 6–4          |
| 11. | 1 de mayo de 1989       | Taranto Open, Taranto                          | Polvo de ladrillo | Sabrina Goleš           | Sophie Amiach Emmanuelle Derly          | 6–2, 6–2          |
| 12. | 22 de mayo de 1989      | Torneo de Estrasburgo, Estrasburgo             | Polvo de ladrillo | Judith Wiesner          | Lise Gregory Gretchen Magers            | 6–3, 6–3          |
| 13. | 17 de julio de 1989     | Belgian Open, Bruselas                         | Polvo de ladrillo | Manon Bollegraf         | Carin Bakkum Simone Schilder            | 6–1, 6–2          |
| 14. | 24 de julio de 1989     | Torneo de Båstad, Båstad                       | Polvo de ladrillo | Tine Scheuer-Larsen     | Sabrina Goleš Katerina Maleeva          | 6–2, 7–5          |
| 15. | 11 de diciembre de 1989 | Brasil Open, Guarujá                           | Cemento           | Patricia Tarabini       | Claudia Chabalgoity Luciana Corsato     | 6–2, 6–2          |
| 16. | 9 de abril de 1990      | Torneo de Amelia Island, Amelia Island         | Polvo de ladrillo | Arantxa Sánchez Vicario | Regina Kordová Andrea Temesvári         | 7–6(5), 6–4       |
| 17. | 16 de abril de 1990     | Eckerd Tennis Open, Tampa                      | Polvo de ladrillo | Arantxa Sánchez Vicario | Laura Arraya Sandra Cecchini            | 6–2, 6–0          |
| 18. | 23 de abril de 1990     | Torneo WTA de Barcelona, Barcelona             | Polvo de ladrillo | Arantxa Sánchez Vicario | Sabrina Goleš Patricia Tarabini         | 6–7(7), 6–2, 6–1  |
| 19. | 9 de julio de 1990      | Torneo de Båstad, Båstad                       | Polvo de ladrillo | Tine Scheuer-Larsen     | Carin Bakkum Nicole Muns-Jagerman       | 6–3, 6–7(10), 6–2 |
| 20. | 2 de diciembre de 1991  | Brasil Open, São Paulo                         | Polvo de ladrillo | Inés Gorrochategui      | Renata Baranski Laura Glitz             | 6–2, 6–2          |
| 21. | 31 de enero de 1994     | Torneo WTA de Auckland, Auckland               | Cemento           | Patricia Hy             | Jenny Byrne Julie RicCementoson         | 6–4, 7–6(3)       |
| 22. | 24 de abril de 1995     | Croatian Bol Ladies Open, Zagreb               | Polvo de ladrillo | Rene Simpson            | Laura Golarsa Irina Spîrlea             | 7–5, 6–2          |